# Месо
Месо најчешће означава животињску телесну материју која се користи као храна. При томе се најчешће мисли на скелетне мишиће и околно везивно ткиво, но под месом се могу подразумевати и други делови животињских тела који се користе у исхрани: плућа, срце, јетра, кожа, мозак, хрскавица и бубрези. У случају меса морске фауне, може се радити и о целим телима.
Људи су ловили и убијали животиње ради меса од преисторијских времена. Напредак цивилизације је омогућио доместикацију животиња као што су кокошке, овце, свиње и говеда. То је временом довело до њихове употребе у продукцији меса у индустријским размерама помоћу кланица.
Месо се углавном састоји од воде, протеина, и масти. Оно је јестиво у сировом облику, али се нормално једе након што је било кувано и зачињено или обрађено на различите начине. Необрађено месо ће се покварити или почети да труне у року од неколико сати или дана због инфекције и разградње посредством бактерија и гљивица.
Термин месо се понекад такође користи у рестриктивнијем смислу да значи месо сисарских врста (свиња, говеда, оваца, etc.) узгојених и припремљених за људску конзумацију, чиме се искључује риба, друга морска храна, живина, или друге животиње.

## Етимологија
Енглеска реч meat потиче од староенглеске речи mete, која се односи на храну уопште. Овај термини је сродан са mad у данском, mat у шведском и норвешком, и matur у исландском и ферјарском, који такође значе „храна”. Реч mete такође постоји у старофризијском (и у мањој мери у модерном западнофризијском) за означавање важне хране, разликујући је од swiets (слаткиша) и dierfied (сточне хране).

## Историја
Палеонтолошка евиденција сугерише да је месо сачињавало знатну пропорцију дијете чак и најранијих људи. Рани ловци-сакупљачи су зависили од организованог лова на велике животиње као што су бизон и јелен.
Доместикација животиња, за који евиденција датира уназад од краја задњег леденог доба (c. 10.000. п. н. е.), омогућила је систематску продукцију меса и узгој животиња с циљем побољшања продукције меса. Животиње које су сада главни извор меса биле су доместиковане у процесу развоја раних цивилизација:
- Овце, пореклом из западне Азије, су биле доместиковане уз помоћ паса пре успостављања пољопривредних насеља, вероватно још током раног 8. миленијума п. н. е.[5] Неколико раса оваца је успостављено у древној Месопотамији и Египту до 3500–3000. п. н. е.[5] Данас постоји више од 200 раса оваца.
- Говеда су доместикована у Месопотамији након успостављања пољопривредних насеља у периоду око 5000 п. н. е,[6] и неколико раса је развијено до 2500. п. н. е.[7] Модерна доместикована говеда се деле у две групе Bos taurus (европска говеда) и Bos taurus indicus (зебу), обе од којих су потомци сад изумрле врсте тур.[6] Узгој дела говеда је оптимизован за продукцију меса за разлику од животиња које су подесније за вучу и продукцију млека, почевши од средине 18. века.[8]
- Свиње, које су проистекле из дивљих свиња, су постојале пре периода око 2500. п. н. е. у данашњој Мађарској и у Троји; ранија грнчарија из Јерихона и Египта приказује дивље свиње.[9] Свињске кобасице и шунке су биле од великог комерцијалног значаја грчко-римским временима.[9] Наставља се са интензивним узгојем свиња, јер су оне оптимизоване за производњу меса најбоље прилагођеног за одређене месне производе.[10]

Друге животиње се узгајају или су биле узгајане или ловљене ради њиховог меса. Тип конзумираног меса варира много између различитих култура, мењајући се током времена, у зависности од фактора као што су традиција и доступност животиња. Количина и врста конзумираног меса варира и по приходима, како између земаља, тако и у одређеној земљи.
- Коњи се обично једу у Француској,[12] Италији, Немачкој и Јапану, међу другим земљама.[13] Коњи и други велики сисари као што је ирвас су ловљени током касног палеолита у западној Европи.[14]
- Пси се конзумирају у Кини,[15] Јужној Кореји[16] и Вијетнаму.[17] Пси се исто тако повремено једу у Арктичком региону.[18] Историјски, пасје месо је било конзумирано у разним деловима света, као што су Хаваји,[19] Јапан,[20] Швајцарска[21]</ref> и Мексико.[13]‍:p. 491</ref>
- Мачке се конзумирају у Јужној Кини, Перуу[22] и понекад исто тако у северној Италији.[23][24]
- Морска прасад су узгајана ради њиховог меса у Андима.[25]
- Китови и делфини су ловљени, делом због њиховог меса, у Јапану, Аљасци, Сибиру, Канади, Фарским острвима, Гренланду, Исланду, Сент Винсенту и Гренадинима и у пар малих заједница у Индонезији.[26]
- Медведи се понекад једу, углавном у Русији.

Модерна пољопривреда користи низ техника, као што је тестирање потомства, за убрзавање вештачке селекције путем узгоја које брзо попримају жељене квалитете произвођача меса. На пример, у светлу добро публикованих здравствених проблема везаних уз засићене масноће током 1980-их, садржај масти у Уједињеном Краљевству у говедини, свињетини и овчетини је пао са 20–26 процента на 4–8 процента у року пар декада, услед селективног узгоја за одсуство масноћа и промене метода месарске обраде. Методи генетичког инжењерства усредсређени на побољшавање квалитета меса су сада доступни.
Мада је то веома стара индустрија, продукција меса наставља да се прилагођава еволуирајућим захтевима потрошача. Тренд продаје меса у унапред запакованом резовима повећао је потражњу за већим расама стоке, које су погодније за производњу таквих резова. Још више животиња које нису претходно експлоатисане ради њиховог меса сада се узгајају, посебно агилније и мобилније врсте, чији мишићи имају тенденцију да се развијају боље од оних код говеда, оваца или свиња. Примери су разне врсте антилопа, зебри, водених бивола и камила, као и несисари, као што су крокодили, ему и нојеви. Још један важан тренд у савременој продукцији меса је органска пољопривреда која, која мада не пружа органолептичне користи произведеном месу, задовољава повећану потражњу за органским месом.

## Потрошња
Потрошња меса варира широм света, у зависности од културних или религијских преференција, као и економских услова. Вегетаријанци одлучују да не једу месо због етичких, економских, еколошких, верских или здравствених проблема који су повезани са производњом и конзумирањем меса.
Према анализи ФАО укупна потрошња белог меса између 1990. и 2009. године драматично се повећала. На пример, месо живине повећало се за 76,6% по килограму по глави становника а свињско месо за 19,7%. У супротности с тим, потрошња говедине је опала са 10,4 kg (23 lb)/становнику у 1990 на 9,6 kg (21 lb)/становнику у 2009.

## Нутритивна вредност
| Врста меса  | Калорије | Протеини | Угљени хидрати | Масноћа |
| ----------- | -------- | -------- | -------------- | ------- |
| Риба        | 110—140  | 20—25 g  | 0 g            | 1—5 g   |
| Пилећа прса | 160      | 28 g     | 0 g            | 7 g     |
| Јагњетина   | 250      | 30 g     | 0 g            | 14 g    |
| Јунећи стик | 275      | 30 g     | 0 g            | 18 g    |
| T-кост      | 450      | 25 g     | 0 g            | 35 g    |

Месо је богат извор беланчевина којих у месу налазимо од 17 до 25%, садржи од 5 до 25% масти, мин. соли, хормона и воде. Месо је животна намирница са високим садржајем есенцијалних аминокиселина у форми протеина. Поред тога садржи витамине Б-групе (посебно Ниацин и Рибофлавин), затим гвожђа, фосфора, калцијума и угљених хидрата.

## Врсте меса
Према врсти које долази у промет разликује се говедину (телетина, јунетина), свињетину (прасетина), овчетину (јањетина), козетину (јаретина), пилетину, ћуретину,коњетину, зечетину, као и месо разних дивљачи и риба.

## Врсте меса по пореклу

### Говедина
1. врат
2. хрскави запећак
3. ребра
4. потплећка (рамстек)
5. хрбат (розбиф)
6. хрбат (розбиф)
7. писана печенка (бифтек)
8. ребра, мекана (средња) ребра, потрбушина
9. масна потрбушина, слабина
10. раме (рибица), плећка (лопатица)
11. бут
12. врх кука
13. лопатица
14. стражња гољеница

### Свињетина
Свиња се за прехрану користи готово цела. Неке религије забрањују конзумацију свињетине.
1. глава
2. вратина
3. леђа (леђна сланина)
4. потплећка
5. прса
6. котлет или каре
7. котлет или каре
8. филе (свињска писаница, лунгић)
9. потрбушина
10. трбух
11. лопатица
12. свињски бут (с орахом и салом)
13. бут (ножица)
14. папци
15. реп

## Промет меса
Месо које се ставља у промет мора бити хигијенски исправно, површина мора бити равна и не смије садржавати издробљене кости, ставља се у промет као основни делови или мањи комади са костима или без костију. Месо у промету мора бити декларисано, а декларација треба да садржи: назив и седиште произвођача, врсту и категорију меса. Ако се месо увози мора писати место увозника, датум производње и земља одакле потиче.

## Топлотна обрада меса
Одабир топлотне обраде меса зависи од тога да ли се месо припрема у комаду или се сирово реже на оброке и тек тада припрема.

### Припрема великих месних јела

#### Кување
Кухање (франц. bouillir) је обрада меса, којом се месо омекшава преношењем топлоте на месо путем кипуће воде, ради лакшег жвакања и даљег варења. Трајање кувања зависи од врсте меса (живина се кува брже од говедине). С обзиром да кување може трајати више сати, кување се убрзава применом Папиновог лонца (такође се користи за кување на великим надморским висинама). Кување је прикладно за говедину, телетину, свињетину, овчетину, живину.
Кувана говедина је специјалитет, а најпогоднији комади за кување су спољни бут, коленица, прса, лопатица и потплећка.

#### Динстање
Кување на пари (braiser) назива се пирјање или динстање (оба појма су регионализми, тур. püryan - пирјати, њем. Dunst - динстати). Пирјање је прикладно за тамна и светла меса, а претходним саламурењем месо омекшава и постаје укусније.
Типови динстања
- Смеђе динстање прикладно је за тамна и светла меса, рагу, сотирано пиле.
- Светло динстање прикладно је за светла меса попут пилетине, јањетине, телетине.
- Наравно динстање прикладно је за тамна меса (гулаш и месна јела у умаку) и светла меса (фрикасе од телетине и живине)
- Докувавање (pocher) је прикладно за изнутрице, светла и нежна меса.
- Кухање (bouillir) прикладно је за изнутрице, светла и тамна меса.

#### Печење
Печење (rôtir) је обрада меса којом се месо загрева било топлим ваздухом (температура је у почетку 250 °C, a касније се смањи на 120 °C), или контактом меса и плоче (или решетки) на којима се месо налази. Печено месо одликује се бољим укусом од куваног, али није тако мекано. Прикладно је за тамна и светла меса. Месу се током печења не додаје течност, а након печења пре резања мора одстајати барем 15 минута.
Печење у пећи (франц. ) прикладно је за тамна меса, дивљач и пернату дивљач. Печење на ражњу (франц. ) прикладно је за светла меса попут телећих прса, телећих мишића, делова телећег бута.

### Припрема малих месних јела

#### Печење у масноћи
Печење у масноћи (frire) прикладно је за светла и тамна меса, изнутрице, одреске, филее, котлете, потплећке, перад, мозак, жлијезде.

#### Пржење
Пржење је обрада меса у већој количини врућег уља или масти. Месо се мора мора пржити у довољно великом тигању како се температура пржења не би нагло смањила и месо пустило сок, те се почело кувати. Попржавање мора трајати што краће како би месо у средини остало ружичасто.
Пржење у тигању (sauter) прикладно је за тамна меса попут шатобријан шницле, бифтека, крменадле, пржолице.
Пржење на роштиљу (griller) прикладно је за светла меса попут котлета, орашчића, млевеног меса, делова живине. Попржавање превртањем (''à la minute) прикладно је за тамна и светла меса, изнутрице.